# Peter Beinart
Peter Alexander Beinart (Cambridge, 28 de febrero de 1971) es un columnista, periodista y comentarista político liberal estadounidense. Exeditor de The New Republic, también ha escrito para Time, The New York Times y The New York Review of Books, entre otras publicaciones periódicas. También es autor de tres libros.
Es profesor de periodismo y ciencias políticas en la Escuela de Periodismo Craig Newmark de la City University de Nueva York. Es editor general de Jewish Currents, colaborador de The Atlantic, comentarista político de CNN y miembro de la Fundación para la Paz en Oriente Medio. 

## Primeros años y educación
Beinart nació en Cambridge, Massachusetts. Sus padres eran inmigrantes judíos de Sudáfrica (su abuelo materno era de Rusia y su abuela materna, que era sefardí, era de Egipto). Los padres de su padre eran de Lituania. Su madre, Doreen (de soltera Pienaar), es exdirectora del programa de cine sobre derechos humanos en la Escuela de Gobierno John F. Kennedy de la Universidad de Harvard, y su padre, Julian Beinart, es exprofesor de arquitectura en el Instituto de Tecnología de Massachusetts.  Su padrastro es el crítico de teatro y dramaturgo Robert Brustein. Beinart asistió a la escuela Buckingham Browne y Nichols en Cambridge.
Estudió historia y ciencias políticas en Yale College, donde fue miembro de la Unión Política de Yale y se graduó en 1993 con el Premio Alpheus Henry Snow. Fue becario Rhodes en el University College de la Universidad de Oxford, donde obtuvo una maestría en Filosofía en Relaciones Internacionales en 1995.

## Carrera
Beinart trabajó en The New Republic como editor en jefe de 1995 a 1997, luego como editor sénior hasta 1999 y como editor de la revista de 1999 a 2006. Durante gran parte de ese tiempo también escribió la columna «TRB» de The New Republic, que fue reimpresa en el New York Post y otros periódicos. Desde 2007 hasta 2009 fue miembro principal del Consejo de Relaciones Exteriores. Beinart es profesor asociado de Periodismo y Ciencias Políticas en la Universidad Municipal de Nueva York. Ha escrito para Time, The New York Times, The New York Review of Books y otras publicaciones periódicas. Ha aparecido en varios programas de discusión de noticias de televisión y es comentarista político de CNN. Su redactor jefe del Forward lo llamó «niño prodigio». En marzo de 2012, Beinart lanzó un nuevo blog,«Open Zion», en Newsweek/The Daily Beast. También fue un escritor político de alto nivel para The Daily Beast. En 2012, Beinart fue incluido en la lista de la revista Foreign Policy de los 100 principales pensadores mundiales.
El 4 de noviembre de 2013, Haaretz anunció que Beinart sería contratado como columnista a partir del 1 de enero de 2014. El mismo día, Atlantic Media Company dijo que se uniría al National Journal y escribiría para el sitio web de The Atlantic a partir de enero. Beinart dejaría de operar su blog en The Daily Beast. En enero de 2017 dejó Haaretz y se convirtió en columnista de The Forward,  donde permaneció hasta principios de 2020, cuando se unió a Jewish Currents como editor general. 
En agosto de 2018, Beinart dijo que fue detenido por el Shin Bet en el Aeropuerto Internacional Ben Gurión de Israel y cuestionado sobre su presencia en las protestas en Cisjordania y sus críticas abiertas a las políticas del gobierno israelí hacia los palestinos. Beinart calificó su experiencia de «trivial» en comparación con las experiencias de otros, particularmente los palestinos y los palestinos estadounidenses que viajan a través del principal aeropuerto de Israel. El primer ministro Benjamín Netanyahu habló con las fuerzas de seguridad israelíes, le dijeron que la detención de Beinart fue un error administrativo y que el país «da la bienvenida a todos, tanto a los críticos como a los partidarios».

## Obras y puntos de vista
Beinart era el editor de The New Republic cuando la publicación apoyó editorialmente la invasión de Irak de 2003; Beinart fue identificado como una de las principales fuerzas detrás del apoyo de la revista a la guerra; su condición de halcón liberal que apoyó la guerra de Irak se cita como la causa principal de su ascenso. En 2004, un editorial de New Republic escrito durante su mandato editorial evaluó su apoyo a la guerra de Irak de la siguiente manera: «Sentimos arrepentimiento, pero no vergüenza... Nuestra lógica estratégica para la guerra se ha derrumbado». En 2010, Beinart dijo que estaba motivado para apoyar la guerra de Irak por la preocupación de que Sadam Huseín estuviera desarrollando armas nucleares.
Beinart es el autor del libro de 2006 The Good Fight: Why Liberals—and Only Liberals—Can Win the War on Terror and Make America Great Again. El libro, que surgió de un artículo de 2004 en The New Republic que sostiene que los demócratas deben tomar más en serio la amenaza del totalitarismo islámico, es una defensa liberal del intervencionismo muscular en el extranjero, particularmente con miras a reformar varias naciones en el Oriente Medio.
El segundo libro de Beinart, The Icarus Syndrome: A History of American Hubris (2010), «revisó los últimos cien años de la política exterior estadounidense a la luz siniestra de los acontecimientos recientes [y encontró] el terreno lleno de... los restos de grandes ideas y confianza inmerecida [como se puede demostrar en] un estudio de tres guerras innecesarias», la Primera Guerra Mundial, la Guerra de Vietnam y la Guerra de Irak.

## Controversia por caso de acoso sexual de Leon Wieseltier
El 24 de octubre de 2017, Leon Wieseltier, editor literario de The New Republic desde 1983 hasta su renuncia en 2014, admitió haber cometido «delitos contra algunas de mis colegas en el pasado» después de que varias mujeres lo acusaran de acoso sexual e insinuaciones sexuales inapropiadas. Beinart, que era el editor de la revista en ese momento, dijo posteriormente que no había hecho lo suficiente para detener ese comportamiento y que se sentía avergonzado por no haberlo hecho.
Beinart escribió que cuando denunció el acoso de Wieseltier a Sarah Wildman, entonces editora asistente de The New Republic, a Marty Peretz (que entonces era el propietario y jefe de redacción de la revista) «e insistió en que viniera a Washington para decirle a Leon que tal comportamiento era inaceptable», fue ignorado. Desde entonces, Beinart ha dicho que temía que, si seguía con el asunto, estaría poniendo en peligro su propia carrera. Más tarde, Peretz negó que Beinart hubiera informado del asunto y dijo que no recordaba nada sobre el acoso. Wildman alegó más tarde que la despidieron en represalia por quejarse.
En una respuesta formal a Wildman, Beinart escribió: «Fui cómplice de una cultura institucional que carecía de procedimientos profesionales en materia de acoso sexual y que victimizaba a las mujeres, incluidas mujeres que consideraba amigas. Siempre me avergonzaré de eso y me aseguraré de que nunca volveré a ser tan cómplice».

## Vida personal
Desde 2012, Beinart vive en la ciudad de Nueva York. Mantiene el kosher, asiste regularmente a una sinagoga ortodoxa y envía a sus hijos a una escuela judía.

## Publicaciones
- The Good Fight: Why Liberals—and Only Liberals—Can Win the War on Terror. Nueva York: HarperCollins. 2006. ISBN 978-0-06-084161-4.
- The Icarus Syndrome: A History of American Hubris. Nueva York: HarperCollins. 2010. ISBN 978-0-06-145646-6.
- Beinart, Peter (10 de junio de 2010). «The Failure of the American Jewish Establishment». The New York Review of Books.
- The Crisis of Zionism. Nueva York: Times Books. 2012. ISBN 978-0-8050-9412-1.